# Yoshio Furukawa
Yoshio Furukawa (古川 好男, Furukawa Yoshio, Osaka, 5 juli 1934) is een Japans voormalig voetballer die als doelman speelde.

## Clubcarrière
In 1953 ging Furukawa naar de Kansai University, waar hij in het schoolteam voetbalde. Nadat hij in 1957 afstudeerde, ging Furukawa spelen voor Dunlop Japan.

## Japans voetbalelftal
Yoshio Furukawa debuteerde in 1956 in het Japans nationaal elftal en speelde 19 interlands.

## Statistieken
| Japans voetbalelftal | Japans voetbalelftal | Japans voetbalelftal |
| Jaar                 | Wed.                 | Dlp.                 |
| -------------------- | -------------------- | -------------------- |
| 1956                 | 3                    | 0                    |
| 1957                 | 0                    | 0                    |
| 1958                 | 3                    | 0                    |
| 1959                 | 10                   | 0                    |
| 1960                 | 0                    | 0                    |
| 1961                 | 1                    | 0                    |
| 1962                 | 2                    | 0                    |
| Totaal               | 19                   | 0                    |